# ألكس بولانوس
ألكس بولانوس هو لاعب كرة قدم إكوادوري، ولد في 22 يناير 1985 في سان لورينزو، إكوادور ‏ في الإكوادور. شارك مع منتخب الإكوادور لكرة القدم. أما مع النوادي، فقد لعب مع أوليمبو وإل. دي. يو. كيتو وبرشلونة جواياكويل وسوسيداد ديبورتيفو كيتو ونادي برشلونة.

## وصلات خارجية
- ألكس بولانوس على موقع قاعدة بيانات كرة القدم.إي يو (الإنجليزية)
- ألكس بولانوس على موقع ناشيونال فوتبول تيمز (الإنجليزية)
- ألكس بولانوس على موقع Soccerway.com (الإنجليزية)
- ألكس بولانوس على موقع عالم كرة القدم.نت (الإنجليزية)
- ألكس بولانوس على موقع AS.com (الإسبانية)